# Jean Joseph Vaudechamp
Jean Joseph Vaudechamp né à Rambervillers (Vosges) le 20 décembre 1790 et mort à Neuilly-sur-Seine (Hauts-de-Seine) le 4 août 1864 est un peintre français.

## Biographie
La famille de Jean-Joseph Vaudechamp a déménagé à Paris après la révolution pour vivre chez la tante de Jean-Baptiste Vaudechamp, père de Jean-Joseph. Cette tante était mariée à Jacques Delille, poète et traducteur, ami du peintre Anne-Louis Girodet. 
Jean Joseph Vaudechamp a ainsi pu être l'élève d'Anne-Louis Girodet et entrer  aux Beaux-Arts le 20 août 1811. 
En 1817, Jean-Joseph débute au Salon et y a exposé presque tous les ans jusqu'en 1848. Il y gagna une médaille de 3e classe en 1842.
À partir 1831 et jusqu'en 1839, il passe 7 hivers à La Nouvelle-Orléans en Louisiane et est l'un des principaux portraitistes de la région.
Son succès auprès de la clientèle local encouragea d'autres artistes à suivre son exemple et a prendre le bateau avec lui, tels que Jacques Amans, Adolphe Rinck, Charles Jean-Baptiste Colson et François Fleischbein. 
Il meurt à Neuilly-sur-Seine le 4 août 1864.

## Œuvres dans les collections publiques
États-Unis
- La Nouvelle-Orléans :
  - Hermann–Grima House (en).
  - Louisiana State Museum (en).
  - musée d'Art de La Nouvelle-Orléans
  - Ogden Museum of Southern Art.
  - The Historic New Orleans Collection (en).

France
- Langres, maison des Lumières Denis Diderot : Portrait de Saint Charles Borromée[1].
- La Rochelle, musée du Nouveau Monde : Portrait de Joséphine Fleytas, née Guénard (1768-1834), 1834, huile sur toile, 79 × 63 cm[2].
- Saint-Brieuc, musée d'Art et d'Histoire : Portrait du marquis de la Moussaye[3].

Œuvres de Jean Joseph Vaudechamp
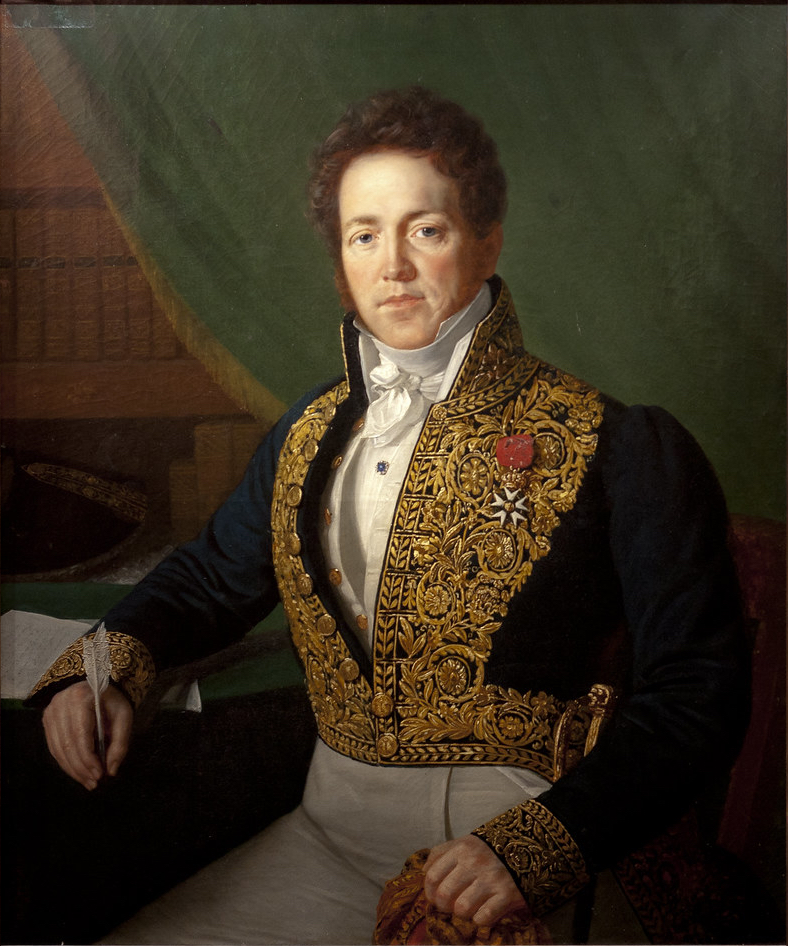
Portrait d'Amaury François Guillaume, marquis de La Moussaye (1830), musée d'Art et d'Histoire de Saint-Brieuc.
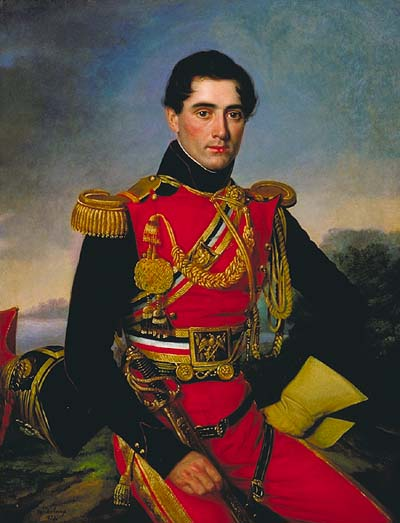
Portrait de Antoine Jacques Philippe de Marigny de Mandeville (1833), La Nouvelle-Orléans, Capitol Park Museum - Baton Rouge.
Portrait de Mme Antoine-Julien Meffre-Rouzan (1839), La Nouvelle-Orléans, Louisiana State Museum (en).
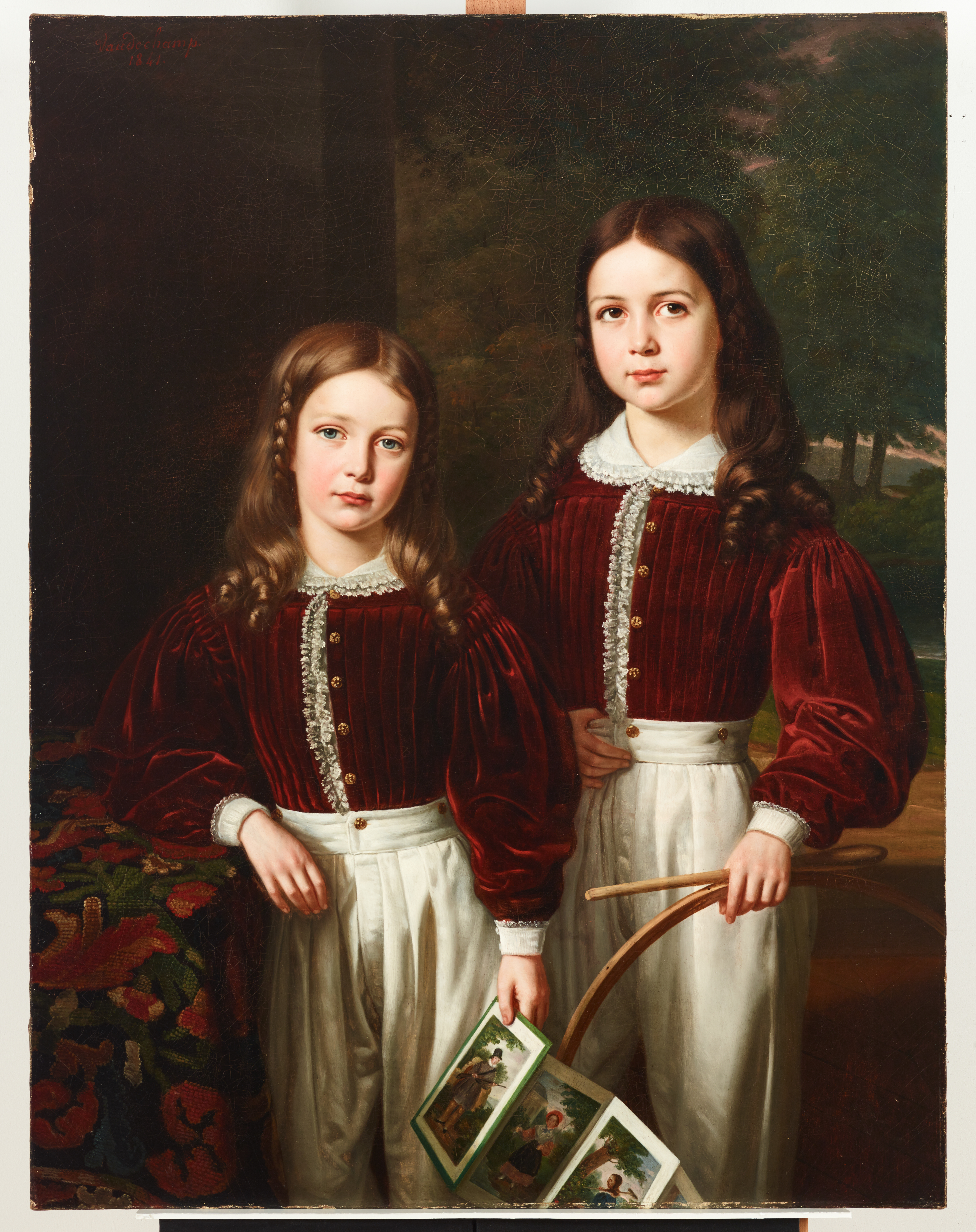
Portrait de deux enfants, probablement les fils de M. Almeric Berthier, comte de LaSalle (1841), musée d'Art de Dallas.